# 루부부 국립공원
루부부 국립공원(Ruvubu National Park)은 부룬디에 있는 국립공원으로, 1980년에 설립되었으며 면적은 508 km2 (196 mi2)이다. 이 공원의 경계는 카루지주, 무잉가주, 칸쿠조주, 루이기주에 걸쳐 있다. 이 공원은 남쪽으로 이웃한 탄자니아와 닿아 있으며, 루부부 강 계곡이 이 지역을 지배하는 풍경을 이룬다.
루부부 국립공원은 공원 전체를 흐르는 루부부강의 이름을 따서 명명되었다. 이 공원은 한때 부룬디 북동부 대부분을 덮었던 자연 초원 생태계의 마지막 흔적이다. 이곳에는 수많은 야생동물 종이 서식하고 있으며, 가장 주목할 만한 종으로는 하마, 나일악어, 아프리카물소, 물영양, 수많은 다이커영양족 종, 올리브개코원숭이, 버빗원숭이, 붉은콜로부스원숭이, 푸른원숭이, 세네갈갈라고를 포함한 다섯 가지 영장류 종이 있다. 공원에서는 약 200종의 조류가 기록되었다.